# Tour de Californie 2017
Cet article traite uniquement de la compétition masculine. Pour les résultats de la compétition féminine, voir Tour de Californie féminin 2017.
La 12e édition du Tour de Californie a lieu du 14 au 20 mai 2017. Elle fait partie du calendrier UCI World Tour 2017 en catégorie 2.UWT. La course faisait précédemment partie de l'UCI America Tour.

## Équipes
| WorldTeams (12)- Astana - BMC Racing Team - Bora-Hansgrohe - Cannondale-Drapac - Dimension Data - Katusha-Alpecin - Lotto NL-Jumbo - Quick-Step Floors - Sky - Trek-Segafredo - Team Sunweb - UAE Team Emirates Équipes continentales professionnelles (3)- Cofidis, Solutions Crédits - Novo Nordisk - UnitedHealthcare Équipes continentales (2)- Jelly Belly-Maxxis - Rally Cycling |
| |

## Étapes
| Étape     | Date   | Villes étapes                 | type                        | Distance (km) | Vainqueur d'étape | Leader du classement général |
| --------- | ------ | ----------------------------- | --------------------------- | ------------- | ----------------- | ---------------------------- |
| 1re étape | 14 mai | Sacramento – Sacramento       | étape de plaine             | 167,5         | Marcel Kittel     | Marcel Kittel                |
| 2e étape  | 15 mai | Modesto – San José            | étape de moyenne montagne   | 144,5         | Rafał Majka       | Rafał Majka                  |
| 3e étape  | 16 mai | Pismo Beach – Morro Bay       | étape de plaine             | 192,5         | Peter Sagan       | Rafał Majka                  |
| 4e étape  | 17 mai | Santa Barbara – Santa Clarita | étape vallonnée             | 159,5         | Evan Huffman      | Rafał Majka                  |
| 5e étape  | 18 mai | Ontario – Mount San Antonio   | étape de montagne           | 125,5         | Andrew Talansky   | Rafał Majka                  |
| 6e étape  | 19 mai | Big Bear Lake – Big Bear Lake | contre-la-montre individuel | 24            | Jonathan Dibben   | George Bennett               |
| 7e étape  | 20 mai | Mountain High – Pasadena      | étape de moyenne montagne   | 125           | Evan Huffman      | George Bennett               |

## Déroulement de la course

### 1reétape
| \| Classement de l'étape \| Classement de l'étape \| Classement de l'étape \| Classement de l'étape \| Classement de l'étape \| \| Coureur \| Coureur \| Pays \| Équipe \| Temps \| \| --------------------- \| --------------------------- \| --------------------- \| -------------------------- \| --------------------- \| \| 1er \| Marcel Kittel \| Allemagne \| Quick-Step Floors \| 3 h 45 min 35 s \| \| 2e \| Peter Sagan \| Slovaquie \| Bora-Hansgrohe \| + 0 s \| \| 3e \| Elia Viviani \| Italie \| Team Sky \| + 0 s \| \| 4e \| John Degenkolb \| Allemagne \| Trek-Segafredo \| + 0 s \| \| 5e \| Jempy Drucker \| Luxembourg \| BMC Racing Team \| + 0 s \| \| 6e \| Reinardt Janse van Rensburg \| Afrique du Sud \| Dimension Data \| + 0 s \| \| 7e \| Jonas Van Genechten \| Belgique \| Cofidis, Solutions Crédits \| + 0 s \| \| 8e \| Marko Kump \| Slovénie \| UAE Team Emirates \| + 0 s \| \| 9e \| Wouter Wippert \| Pays-Bas \| Cannondale-Drapac \| + 0 s \| \| 10e \| Travis McCabe \| États-Unis \| UnitedHealthcare \| + 0 s \| |                             |                |                            |                 |
| |                             |                |                            |                 |
| Source : ProCyclingStats |                             |                |                            |                 |
| Classement de l'étape |                             |                |                            |                 |
| Coureur | Coureur                     | Pays           | Équipe                     | Temps           |
| 1er | Marcel Kittel               | Allemagne      | Quick-Step Floors          | 3 h 45 min 35 s |
| 2e | Peter Sagan                 | Slovaquie      | Bora-Hansgrohe             | + 0 s           |
| 3e | Elia Viviani                | Italie         | Team Sky                   | + 0 s           |
| 4e | John Degenkolb              | Allemagne      | Trek-Segafredo             | + 0 s           |
| 5e | Jempy Drucker               | Luxembourg     | BMC Racing Team            | + 0 s           |
| 6e | Reinardt Janse van Rensburg | Afrique du Sud | Dimension Data             | + 0 s           |
| 7e | Jonas Van Genechten         | Belgique       | Cofidis, Solutions Crédits | + 0 s           |
| 8e | Marko Kump                  | Slovénie       | UAE Team Emirates          | + 0 s           |
| 9e | Wouter Wippert              | Pays-Bas       | Cannondale-Drapac          | + 0 s           |
| 10e | Travis McCabe               | États-Unis     | UnitedHealthcare           | + 0 s           |

| \| Classement général \| Classement général \| Classement général \| Classement général \| Classement général \| \| Coureur \| Coureur \| Pays \| Équipe \| Temps \| \| ------------------ \| --------------------------- \| ------------------ \| -------------------------- \| ------------------ \| \| 1er \| Marcel Kittel \| Allemagne \| Quick-Step Floors \| 3 h 45 min 25 s \| \| 2e \| Peter Sagan \| Slovaquie \| Bora-Hansgrohe \| + 4 s \| \| 3e \| Elia Viviani \| Italie \| Team Sky \| + 6 s \| \| 4e \| Floris Gerts \| Pays-Bas \| BMC Racing Team \| + 9 s \| \| 5e \| Jonathan Clarke \| Australie \| UnitedHealthcare \| + 9 s \| \| 6e \| John Degenkolb \| Allemagne \| Trek-Segafredo \| + 10 s \| \| 7e \| Jempy Drucker \| Luxembourg \| BMC Racing Team \| + 10 s \| \| 8e \| Reinardt Janse van Rensburg \| Afrique du Sud \| Dimension Data \| + 10 s \| \| 9e \| Jonas Van Genechten \| Belgique \| Cofidis, Solutions Crédits \| + 10 s \| \| 10e \| Marko Kump \| Slovénie \| UAE Team Emirates \| + 10 s \| |                             |                |                            |                 |
| |                             |                |                            |                 |
| Source : ProCyclingStats |                             |                |                            |                 |
| Classement général |                             |                |                            |                 |
| Coureur | Coureur                     | Pays           | Équipe                     | Temps           |
| 1er | Marcel Kittel               | Allemagne      | Quick-Step Floors          | 3 h 45 min 25 s |
| 2e | Peter Sagan                 | Slovaquie      | Bora-Hansgrohe             | + 4 s           |
| 3e | Elia Viviani                | Italie         | Team Sky                   | + 6 s           |
| 4e | Floris Gerts                | Pays-Bas       | BMC Racing Team            | + 9 s           |
| 5e | Jonathan Clarke             | Australie      | UnitedHealthcare           | + 9 s           |
| 6e | John Degenkolb              | Allemagne      | Trek-Segafredo             | + 10 s          |
| 7e | Jempy Drucker               | Luxembourg     | BMC Racing Team            | + 10 s          |
| 8e | Reinardt Janse van Rensburg | Afrique du Sud | Dimension Data             | + 10 s          |
| 9e | Jonas Van Genechten         | Belgique       | Cofidis, Solutions Crédits | + 10 s          |
| 10e | Marko Kump                  | Slovénie       | UAE Team Emirates          | + 10 s          |

### 2eétape
| \| Classement de l'étape \| Classement de l'étape \| Classement de l'étape \| Classement de l'étape \| Classement de l'étape \| \| Coureur \| Coureur \| Pays \| Équipe \| Temps \| \| --------------------- \| --------------------- \| --------------------- \| --------------------- \| --------------------- \| \| 1er \| Rafał Majka \| Pologne \| Bora-Hansgrohe \| 3 h 43 min 46 s \| \| 2e \| George Bennett \| Nouvelle-Zélande \| LottoNL-Jumbo \| + 0 s \| \| 3e \| Ian Boswell \| États-Unis \| Team Sky \| + 7 s \| \| 4e \| Lachlan Morton \| Australie \| Dimension Data \| + 7 s \| \| 5e \| Robert Gesink \| Pays-Bas \| LottoNL-Jumbo \| + 37 s \| \| 6e \| Brent Bookwalter \| États-Unis \| BMC Racing Team \| + 37 s \| \| 7e \| Tao Geoghegan Hart \| Royaume-Uni \| Team Sky \| + 37 s \| \| 8e \| Sam Oomen \| Pays-Bas \| Team Sunweb \| + 37 s \| \| 9e \| Enric Mas \| Espagne \| Quick-Step Floors \| + 37 s \| \| 10e \| Andrew Talansky \| États-Unis \| Cannondale-Drapac \| + 37 s \| |                    |                  |                   |                 |
| |                    |                  |                   |                 |
| Source : ProCyclingStats |                    |                  |                   |                 |
| Classement de l'étape |                    |                  |                   |                 |
| Coureur | Coureur            | Pays             | Équipe            | Temps           |
| 1er | Rafał Majka        | Pologne          | Bora-Hansgrohe    | 3 h 43 min 46 s |
| 2e | George Bennett     | Nouvelle-Zélande | LottoNL-Jumbo     | + 0 s           |
| 3e | Ian Boswell        | États-Unis       | Team Sky          | + 7 s           |
| 4e | Lachlan Morton     | Australie        | Dimension Data    | + 7 s           |
| 5e | Robert Gesink      | Pays-Bas         | LottoNL-Jumbo     | + 37 s          |
| 6e | Brent Bookwalter   | États-Unis       | BMC Racing Team   | + 37 s          |
| 7e | Tao Geoghegan Hart | Royaume-Uni      | Team Sky          | + 37 s          |
| 8e | Sam Oomen          | Pays-Bas         | Team Sunweb       | + 37 s          |
| 9e | Enric Mas          | Espagne          | Quick-Step Floors | + 37 s          |
| 10e | Andrew Talansky    | États-Unis       | Cannondale-Drapac | + 37 s          |

| \| Classement général \| Classement général \| Classement général \| Classement général \| Classement général \| \| Coureur \| Coureur \| Pays \| Équipe \| Temps \| \| ------------------ \| --------------------- \| ------------------ \| ------------------ \| ------------------ \| \| 1er \| Rafał Majka \| Pologne \| Bora-Hansgrohe \| 7 h 29 min 14 s \| \| 2e \| George Bennett \| Nouvelle-Zélande \| LottoNL-Jumbo \| + 2 s \| \| 3e \| Ian Boswell \| États-Unis \| Team Sky \| + 14 s \| \| 4e \| Lachlan Morton \| Australie \| Dimension Data \| + 16 s \| \| 5e \| Robert Gesink \| Pays-Bas \| LottoNL-Jumbo \| + 48 s \| \| 6e \| Brent Bookwalter \| États-Unis \| BMC Racing Team \| + 48 s \| \| 7e \| Sam Oomen \| Pays-Bas \| Team Sunweb \| + 48 s \| \| 8e \| Andrew Talansky \| États-Unis \| Cannondale-Drapac \| + 48 s \| \| 9e \| Maximilian Schachmann \| Allemagne \| Quick-Step Floors \| + 48 s \| \| 10e \| Vegard Stake Laengen \| Norvège \| UAE Team Emirates \| + 48 s \| |                       |                  |                   |                 |
| |                       |                  |                   |                 |
| Source : ProCyclingStats |                       |                  |                   |                 |
| Classement général |                       |                  |                   |                 |
| Coureur | Coureur               | Pays             | Équipe            | Temps           |
| 1er | Rafał Majka           | Pologne          | Bora-Hansgrohe    | 7 h 29 min 14 s |
| 2e | George Bennett        | Nouvelle-Zélande | LottoNL-Jumbo     | + 2 s           |
| 3e | Ian Boswell           | États-Unis       | Team Sky          | + 14 s          |
| 4e | Lachlan Morton        | Australie        | Dimension Data    | + 16 s          |
| 5e | Robert Gesink         | Pays-Bas         | LottoNL-Jumbo     | + 48 s          |
| 6e | Brent Bookwalter      | États-Unis       | BMC Racing Team   | + 48 s          |
| 7e | Sam Oomen             | Pays-Bas         | Team Sunweb       | + 48 s          |
| 8e | Andrew Talansky       | États-Unis       | Cannondale-Drapac | + 48 s          |
| 9e | Maximilian Schachmann | Allemagne        | Quick-Step Floors | + 48 s          |
| 10e | Vegard Stake Laengen  | Norvège          | UAE Team Emirates | + 48 s          |

### 3eétape
| \| Classement de l'étape \| Classement de l'étape \| Classement de l'étape \| Classement de l'étape \| Classement de l'étape \| \| Coureur \| Coureur \| Pays \| Équipe \| Temps \| \| --------------------- \| --------------------------- \| --------------------- \| --------------------- \| --------------------- \| \| 1er \| Peter Sagan \| Slovaquie \| Bora-Hansgrohe \| 4 h 53 min 26 s \| \| 2e \| Rick Zabel \| Allemagne \| Katusha-Alpecin \| + 0 s \| \| 3e \| Simone Consonni \| Italie \| UAE Team Emirates \| + 0 s \| \| 4e \| Alexander Kristoff \| Norvège \| Katusha-Alpecin \| + 0 s \| \| 5e \| Jempy Drucker \| Luxembourg \| BMC Racing Team \| + 0 s \| \| 6e \| Reinardt Janse van Rensburg \| Afrique du Sud \| Dimension Data \| + 0 s \| \| 7e \| Taylor Phinney \| États-Unis \| Cannondale-Drapac \| + 0 s \| \| 8e \| Ramon Sinkeldam \| Pays-Bas \| Team Sunweb \| + 0 s \| \| 9e \| Travis McCabe \| États-Unis \| UnitedHealthcare \| + 0 s \| \| 10e \| Mike Teunissen \| Pays-Bas \| Team Sunweb \| + 0 s \| |                             |                |                   |                 |
| |                             |                |                   |                 |
| Source : ProCyclingStats |                             |                |                   |                 |
| Classement de l'étape |                             |                |                   |                 |
| Coureur | Coureur                     | Pays           | Équipe            | Temps           |
| 1er | Peter Sagan                 | Slovaquie      | Bora-Hansgrohe    | 4 h 53 min 26 s |
| 2e | Rick Zabel                  | Allemagne      | Katusha-Alpecin   | + 0 s           |
| 3e | Simone Consonni             | Italie         | UAE Team Emirates | + 0 s           |
| 4e | Alexander Kristoff          | Norvège        | Katusha-Alpecin   | + 0 s           |
| 5e | Jempy Drucker               | Luxembourg     | BMC Racing Team   | + 0 s           |
| 6e | Reinardt Janse van Rensburg | Afrique du Sud | Dimension Data    | + 0 s           |
| 7e | Taylor Phinney              | États-Unis     | Cannondale-Drapac | + 0 s           |
| 8e | Ramon Sinkeldam             | Pays-Bas       | Team Sunweb       | + 0 s           |
| 9e | Travis McCabe               | États-Unis     | UnitedHealthcare  | + 0 s           |
| 10e | Mike Teunissen              | Pays-Bas       | Team Sunweb       | + 0 s           |

| \| Classement général \| Classement général \| Classement général \| Classement général \| Classement général \| \| Coureur \| Coureur \| Pays \| Équipe \| Temps \| \| ------------------ \| --------------------- \| ------------------ \| ------------------ \| ------------------ \| \| 1er \| Rafał Majka \| Pologne \| Bora-Hansgrohe \| 12 h 22 min 43 s \| \| 2e \| George Bennett \| Nouvelle-Zélande \| LottoNL-Jumbo \| + 2 s \| \| 3e \| Ian Boswell \| États-Unis \| Team Sky \| + 14 s \| \| 4e \| Lachlan Morton \| Australie \| Dimension Data \| + 16 s \| \| 5e \| Robert Gesink \| Pays-Bas \| LottoNL-Jumbo \| + 45 s \| \| 6e \| Brent Bookwalter \| États-Unis \| BMC Racing Team \| + 48 s \| \| 7e \| Sam Oomen \| Pays-Bas \| Team Sunweb \| + 48 s \| \| 8e \| Andrew Talansky \| États-Unis \| Cannondale-Drapac \| + 48 s \| \| 9e \| Vegard Stake Laengen \| Norvège \| UAE Team Emirates \| + 48 s \| \| 10e \| Maximilian Schachmann \| Allemagne \| Quick-Step Floors \| + 48 s \| |                       |                  |                   |                  |
| |                       |                  |                   |                  |
| Source : ProCyclingStats |                       |                  |                   |                  |
| Classement général |                       |                  |                   |                  |
| Coureur | Coureur               | Pays             | Équipe            | Temps            |
| 1er | Rafał Majka           | Pologne          | Bora-Hansgrohe    | 12 h 22 min 43 s |
| 2e | George Bennett        | Nouvelle-Zélande | LottoNL-Jumbo     | + 2 s            |
| 3e | Ian Boswell           | États-Unis       | Team Sky          | + 14 s           |
| 4e | Lachlan Morton        | Australie        | Dimension Data    | + 16 s           |
| 5e | Robert Gesink         | Pays-Bas         | LottoNL-Jumbo     | + 45 s           |
| 6e | Brent Bookwalter      | États-Unis       | BMC Racing Team   | + 48 s           |
| 7e | Sam Oomen             | Pays-Bas         | Team Sunweb       | + 48 s           |
| 8e | Andrew Talansky       | États-Unis       | Cannondale-Drapac | + 48 s           |
| 9e | Vegard Stake Laengen  | Norvège          | UAE Team Emirates | + 48 s           |
| 10e | Maximilian Schachmann | Allemagne        | Quick-Step Floors | + 48 s           |

### 4eétape
| \| Classement de l'étape \| Classement de l'étape \| Classement de l'étape \| Classement de l'étape \| Classement de l'étape \| \| Coureur \| Coureur \| Pays \| Équipe \| Temps \| \| --------------------- \| --------------------- \| --------------------- \| -------------------------- \| --------------------- \| \| 1er \| Evan Huffman \| États-Unis \| Rally Cycling \| 3 h 41 min 52 s \| \| 2e \| Rob Britton \| Canada \| Rally Cycling \| + 0 s \| \| 3e \| Lennard Hofstede \| Pays-Bas \| Team Sunweb \| + 0 s \| \| 4e \| Mathias Le Turnier \| France \| Cofidis, Solutions Crédits \| + 0 s \| \| 5e \| Gavin Mannion \| États-Unis \| UnitedHealthcare \| + 0 s \| \| 6e \| Peter Sagan \| Slovaquie \| Bora-Hansgrohe \| + 13 s \| \| 7e \| John Degenkolb \| Allemagne \| Trek-Segafredo \| + 13 s \| \| 8e \| Marcel Kittel \| Allemagne \| Quick-Step Floors \| + 13 s \| \| 9e \| Alexander Kristoff \| Norvège \| Katusha-Alpecin \| + 13 s \| \| 10e \| Simone Consonni \| Italie \| UAE Team Emirates \| + 13 s \| |                    |            |                            |                 |
| |                    |            |                            |                 |
| Source : ProCyclingStats |                    |            |                            |                 |
| Classement de l'étape |                    |            |                            |                 |
| Coureur | Coureur            | Pays       | Équipe                     | Temps           |
| 1er | Evan Huffman       | États-Unis | Rally Cycling              | 3 h 41 min 52 s |
| 2e | Rob Britton        | Canada     | Rally Cycling              | + 0 s           |
| 3e | Lennard Hofstede   | Pays-Bas   | Team Sunweb                | + 0 s           |
| 4e | Mathias Le Turnier | France     | Cofidis, Solutions Crédits | + 0 s           |
| 5e | Gavin Mannion      | États-Unis | UnitedHealthcare           | + 0 s           |
| 6e | Peter Sagan        | Slovaquie  | Bora-Hansgrohe             | + 13 s          |
| 7e | John Degenkolb     | Allemagne  | Trek-Segafredo             | + 13 s          |
| 8e | Marcel Kittel      | Allemagne  | Quick-Step Floors          | + 13 s          |
| 9e | Alexander Kristoff | Norvège    | Katusha-Alpecin            | + 13 s          |
| 10e | Simone Consonni    | Italie     | UAE Team Emirates          | + 13 s          |

| \| Classement général \| Classement général \| Classement général \| Classement général \| Classement général \| \| Coureur \| Coureur \| Pays \| Équipe \| Temps \| \| ------------------ \| --------------------- \| ------------------ \| ------------------ \| ------------------ \| \| 1er \| Rafał Majka \| Pologne \| Bora-Hansgrohe \| 16 h 04 min 48 s \| \| 2e \| George Bennett \| Nouvelle-Zélande \| LottoNL-Jumbo \| + 2 s \| \| 3e \| Ian Boswell \| États-Unis \| Team Sky \| + 14 s \| \| 4e \| Lachlan Morton \| Australie \| Dimension Data \| + 16 s \| \| 5e \| Robert Gesink \| Pays-Bas \| LottoNL-Jumbo \| + 45 s \| \| 6e \| Brent Bookwalter \| États-Unis \| BMC Racing Team \| + 48 s \| \| 7e \| Sam Oomen \| Pays-Bas \| Team Sunweb \| + 48 s \| \| 8e \| Andrew Talansky \| États-Unis \| Cannondale-Drapac \| + 48 s \| \| 9e \| Vegard Stake Laengen \| Norvège \| UAE Team Emirates \| + 48 s \| \| 10e \| Maximilian Schachmann \| Allemagne \| Quick-Step Floors \| + 48 s \| |                       |                  |                   |                  |
| |                       |                  |                   |                  |
| Source : ProCyclingStats |                       |                  |                   |                  |
| Classement général |                       |                  |                   |                  |
| Coureur | Coureur               | Pays             | Équipe            | Temps            |
| 1er | Rafał Majka           | Pologne          | Bora-Hansgrohe    | 16 h 04 min 48 s |
| 2e | George Bennett        | Nouvelle-Zélande | LottoNL-Jumbo     | + 2 s            |
| 3e | Ian Boswell           | États-Unis       | Team Sky          | + 14 s           |
| 4e | Lachlan Morton        | Australie        | Dimension Data    | + 16 s           |
| 5e | Robert Gesink         | Pays-Bas         | LottoNL-Jumbo     | + 45 s           |
| 6e | Brent Bookwalter      | États-Unis       | BMC Racing Team   | + 48 s           |
| 7e | Sam Oomen             | Pays-Bas         | Team Sunweb       | + 48 s           |
| 8e | Andrew Talansky       | États-Unis       | Cannondale-Drapac | + 48 s           |
| 9e | Vegard Stake Laengen  | Norvège          | UAE Team Emirates | + 48 s           |
| 10e | Maximilian Schachmann | Allemagne        | Quick-Step Floors | + 48 s           |

### 5eétape
| \| Classement de l'étape \| Classement de l'étape \| Classement de l'étape \| Classement de l'étape \| Classement de l'étape \| \| Coureur \| Coureur \| Pays \| Équipe \| Temps \| \| --------------------- \| --------------------- \| --------------------- \| --------------------- \| --------------------- \| \| 1er \| Andrew Talansky \| États-Unis \| Cannondale-Drapac \| 3 h 43 min 15 s \| \| 2e \| Rafał Majka \| Pologne \| Bora-Hansgrohe \| + 0 s \| \| 3e \| George Bennett \| Nouvelle-Zélande \| LottoNL-Jumbo \| + 2 s \| \| 4e \| Ian Boswell \| États-Unis \| Team Sky \| + 5 s \| \| 5e \| Brent Bookwalter \| États-Unis \| BMC Racing Team \| + 8 s \| \| 6e \| Sam Oomen \| Pays-Bas \| Team Sunweb \| + 20 s \| \| 7e \| Lachlan Morton \| Australie \| Dimension Data \| + 27 s \| \| 8e \| Tao Geoghegan Hart \| Royaume-Uni \| Team Sky \| + 40 s \| \| 9e \| Robert Gesink \| Pays-Bas \| LottoNL-Jumbo \| + 40 s \| \| 10e \| Sepp Kuss \| États-Unis \| Rally Cycling \| + 56 s \| |                    |                  |                   |                 |
| |                    |                  |                   |                 |
| Source : ProCyclingStats |                    |                  |                   |                 |
| Classement de l'étape |                    |                  |                   |                 |
| Coureur | Coureur            | Pays             | Équipe            | Temps           |
| 1er | Andrew Talansky    | États-Unis       | Cannondale-Drapac | 3 h 43 min 15 s |
| 2e | Rafał Majka        | Pologne          | Bora-Hansgrohe    | + 0 s           |
| 3e | George Bennett     | Nouvelle-Zélande | LottoNL-Jumbo     | + 2 s           |
| 4e | Ian Boswell        | États-Unis       | Team Sky          | + 5 s           |
| 5e | Brent Bookwalter   | États-Unis       | BMC Racing Team   | + 8 s           |
| 6e | Sam Oomen          | Pays-Bas         | Team Sunweb       | + 20 s          |
| 7e | Lachlan Morton     | Australie        | Dimension Data    | + 27 s          |
| 8e | Tao Geoghegan Hart | Royaume-Uni      | Team Sky          | + 40 s          |
| 9e | Robert Gesink      | Pays-Bas         | LottoNL-Jumbo     | + 40 s          |
| 10e | Sepp Kuss          | États-Unis       | Rally Cycling     | + 56 s          |

| \| Classement général \| Classement général \| Classement général \| Classement général \| Classement général \| \| Coureur \| Coureur \| Pays \| Équipe \| Temps \| \| ------------------ \| -------------------- \| ------------------ \| ------------------ \| ------------------ \| \| 1er \| Rafał Majka \| Pologne \| Bora-Hansgrohe \| 19 h 47 min 57 s \| \| 2e \| George Bennett \| Nouvelle-Zélande \| LottoNL-Jumbo \| + 6 s \| \| 3e \| Ian Boswell \| États-Unis \| Team Sky \| + 25 s \| \| 4e \| Andrew Talansky \| États-Unis \| Cannondale-Drapac \| + 44 s \| \| 5e \| Lachlan Morton \| Australie \| Dimension Data \| + 49 s \| \| 6e \| Brent Bookwalter \| États-Unis \| BMC Racing Team \| + 1 min 02 s \| \| 7e \| Sam Oomen \| Pays-Bas \| Team Sunweb \| + 1 min 14 s \| \| 8e \| Robert Gesink \| Pays-Bas \| LottoNL-Jumbo \| + 1 min 31 s \| \| 9e \| Tao Geoghegan Hart \| Royaume-Uni \| Team Sky \| + 1 min 34 s \| \| 10e \| Vegard Stake Laengen \| Norvège \| UAE Team Emirates \| + 1 min 50 s \| |                      |                  |                   |                  |
| |                      |                  |                   |                  |
| Source : ProCyclingStats |                      |                  |                   |                  |
| Classement général |                      |                  |                   |                  |
| Coureur | Coureur              | Pays             | Équipe            | Temps            |
| 1er | Rafał Majka          | Pologne          | Bora-Hansgrohe    | 19 h 47 min 57 s |
| 2e | George Bennett       | Nouvelle-Zélande | LottoNL-Jumbo     | + 6 s            |
| 3e | Ian Boswell          | États-Unis       | Team Sky          | + 25 s           |
| 4e | Andrew Talansky      | États-Unis       | Cannondale-Drapac | + 44 s           |
| 5e | Lachlan Morton       | Australie        | Dimension Data    | + 49 s           |
| 6e | Brent Bookwalter     | États-Unis       | BMC Racing Team   | + 1 min 02 s     |
| 7e | Sam Oomen            | Pays-Bas         | Team Sunweb       | + 1 min 14 s     |
| 8e | Robert Gesink        | Pays-Bas         | LottoNL-Jumbo     | + 1 min 31 s     |
| 9e | Tao Geoghegan Hart   | Royaume-Uni      | Team Sky          | + 1 min 34 s     |
| 10e | Vegard Stake Laengen | Norvège          | UAE Team Emirates | + 1 min 50 s     |

### 6eétape
| \| Classement de l'étape \| Classement de l'étape \| Classement de l'étape \| Classement de l'étape \| Classement de l'étape \| \| Coureur \| Coureur \| Pays \| Équipe \| Temps \| \| --------------------- \| --------------------- \| --------------------- \| --------------------- \| --------------------- \| \| 1er \| Jonathan Dibben \| Royaume-Uni \| Team Sky \| 28 min 27 s \| \| 2e \| Brent Bookwalter \| États-Unis \| BMC Racing Team \| + 7 s \| \| 3e \| Andrew Talansky \| États-Unis \| Cannondale-Drapac \| + 16 s \| \| 4e \| George Bennett \| Nouvelle-Zélande \| LottoNL-Jumbo \| + 18 s \| \| 5e \| Filippo Ganna \| Italie \| UAE Team Emirates \| + 21 s \| \| 6e \| Maximilian Schachmann \| Allemagne \| Quick-Step Floors \| + 21 s \| \| 7e \| Peter Sagan \| Slovaquie \| Bora-Hansgrohe \| + 23 s \| \| 8e \| Maciej Bodnar \| Pologne \| Bora-Hansgrohe \| + 23 s \| \| 9e \| Martin Elmiger \| Suisse \| BMC Racing Team \| + 25 s \| \| 10e \| Nils Politt \| Allemagne \| Katusha-Alpecin \| + 27 s \| |                       |                  |                   |             |
| |                       |                  |                   |             |
| Source : ProCyclingStats |                       |                  |                   |             |
| Classement de l'étape |                       |                  |                   |             |
| Coureur | Coureur               | Pays             | Équipe            | Temps       |
| 1er | Jonathan Dibben       | Royaume-Uni      | Team Sky          | 28 min 27 s |
| 2e | Brent Bookwalter      | États-Unis       | BMC Racing Team   | + 7 s       |
| 3e | Andrew Talansky       | États-Unis       | Cannondale-Drapac | + 16 s      |
| 4e | George Bennett        | Nouvelle-Zélande | LottoNL-Jumbo     | + 18 s      |
| 5e | Filippo Ganna         | Italie           | UAE Team Emirates | + 21 s      |
| 6e | Maximilian Schachmann | Allemagne        | Quick-Step Floors | + 21 s      |
| 7e | Peter Sagan           | Slovaquie        | Bora-Hansgrohe    | + 23 s      |
| 8e | Maciej Bodnar         | Pologne          | Bora-Hansgrohe    | + 23 s      |
| 9e | Martin Elmiger        | Suisse           | BMC Racing Team   | + 25 s      |
| 10e | Nils Politt           | Allemagne        | Katusha-Alpecin   | + 27 s      |

| \| Classement général \| Classement général \| Classement général \| Classement général \| Classement général \| \| Coureur \| Coureur \| Pays \| Équipe \| Temps \| \| ------------------ \| -------------------- \| ------------------ \| ------------------ \| ------------------ \| \| 1er \| George Bennett \| Nouvelle-Zélande \| LottoNL-Jumbo \| 20 h 16 min 48 s \| \| 2e \| Rafał Majka \| Pologne \| Bora-Hansgrohe \| + 35 s \| \| 3e \| Andrew Talansky \| États-Unis \| Cannondale-Drapac \| + 36 s \| \| 4e \| Brent Bookwalter \| États-Unis \| BMC Racing Team \| + 45 s \| \| 5e \| Ian Boswell \| États-Unis \| Team Sky \| + 1 min 00 s \| \| 6e \| Vegard Stake Laengen \| Norvège \| UAE Team Emirates \| + 1 min 54 s \| \| 7e \| Tao Geoghegan Hart \| Royaume-Uni \| Team Sky \| + 2 min 12 s \| \| 8e \| Sam Oomen \| Pays-Bas \| Team Sunweb \| + 2 min 15 s \| \| 9e \| Lachlan Morton \| Australie \| Dimension Data \| + 2 min 20 s \| \| 10e \| Haimar Zubeldia \| Espagne \| Trek-Segafredo \| + 3 min 14 s \| |                      |                  |                   |                  |
| |                      |                  |                   |                  |
| Source : ProCyclingStats |                      |                  |                   |                  |
| Classement général |                      |                  |                   |                  |
| Coureur | Coureur              | Pays             | Équipe            | Temps            |
| 1er | George Bennett       | Nouvelle-Zélande | LottoNL-Jumbo     | 20 h 16 min 48 s |
| 2e | Rafał Majka          | Pologne          | Bora-Hansgrohe    | + 35 s           |
| 3e | Andrew Talansky      | États-Unis       | Cannondale-Drapac | + 36 s           |
| 4e | Brent Bookwalter     | États-Unis       | BMC Racing Team   | + 45 s           |
| 5e | Ian Boswell          | États-Unis       | Team Sky          | + 1 min 00 s     |
| 6e | Vegard Stake Laengen | Norvège          | UAE Team Emirates | + 1 min 54 s     |
| 7e | Tao Geoghegan Hart   | Royaume-Uni      | Team Sky          | + 2 min 12 s     |
| 8e | Sam Oomen            | Pays-Bas         | Team Sunweb       | + 2 min 15 s     |
| 9e | Lachlan Morton       | Australie        | Dimension Data    | + 2 min 20 s     |
| 10e | Haimar Zubeldia      | Espagne          | Trek-Segafredo    | + 3 min 14 s     |

### 7eétape
| \| Classement de l'étape \| Classement de l'étape \| Classement de l'étape \| Classement de l'étape \| Classement de l'étape \| \| Coureur \| Coureur \| Pays \| Équipe \| Temps \| \| --------------------- \| --------------------- \| --------------------- \| -------------------------- \| --------------------- \| \| 1er \| Evan Huffman \| États-Unis \| Rally Cycling \| 2 h 37 min 28 s \| \| 2e \| David López García \| Espagne \| Team Sky \| + 0 s \| \| 3e \| Nicolas Edet \| France \| Cofidis, Solutions Crédits \| + 0 s \| \| 4e \| Lachlan Morton \| Australie \| Dimension Data \| + 0 s \| \| 5e \| Rob Britton \| Canada \| Rally Cycling \| + 0 s \| \| 6e \| Peter Sagan \| Slovaquie \| Bora-Hansgrohe \| + 22 s \| \| 7e \| Matteo Trentin \| Italie \| Quick-Step Floors \| + 22 s \| \| 8e \| John Degenkolb \| Allemagne \| Trek-Segafredo \| + 22 s \| \| 9e \| Benjamin King \| États-Unis \| Dimension Data \| + 22 s \| \| 10e \| Jhonatan Restrepo \| Colombie \| Katusha-Alpecin \| + 22 s \| |                    |            |                            |                 |
| |                    |            |                            |                 |
| Source : ProCyclingStats |                    |            |                            |                 |
| Classement de l'étape |                    |            |                            |                 |
| Coureur | Coureur            | Pays       | Équipe                     | Temps           |
| 1er | Evan Huffman       | États-Unis | Rally Cycling              | 2 h 37 min 28 s |
| 2e | David López García | Espagne    | Team Sky                   | + 0 s           |
| 3e | Nicolas Edet       | France     | Cofidis, Solutions Crédits | + 0 s           |
| 4e | Lachlan Morton     | Australie  | Dimension Data             | + 0 s           |
| 5e | Rob Britton        | Canada     | Rally Cycling              | + 0 s           |
| 6e | Peter Sagan        | Slovaquie  | Bora-Hansgrohe             | + 22 s          |
| 7e | Matteo Trentin     | Italie     | Quick-Step Floors          | + 22 s          |
| 8e | John Degenkolb     | Allemagne  | Trek-Segafredo             | + 22 s          |
| 9e | Benjamin King      | États-Unis | Dimension Data             | + 22 s          |
| 10e | Jhonatan Restrepo  | Colombie   | Katusha-Alpecin            | + 22 s          |

## Classements finals

### Classement général final
| \| Classement général \| Classement général \| Classement général \| Classement général \| Classement général \| \| Coureur \| Coureur \| Pays \| Équipe \| Temps \| \| ------------------ \| -------------------- \| ------------------ \| ------------------ \| ------------------ \| \| 1er \| George Bennett \| Nouvelle-Zélande \| LottoNL-Jumbo \| 22 h 54 min 38 s \| \| 2e \| Rafał Majka \| Pologne \| Bora-Hansgrohe \| + 35 s \| \| 3e \| Andrew Talansky \| États-Unis \| Cannondale-Drapac \| + 36 s \| \| 4e \| Brent Bookwalter \| États-Unis \| BMC Racing Team \| + 45 s \| \| 5e \| Ian Boswell \| États-Unis \| Team Sky \| + 1 min 00 s \| \| 6e \| Vegard Stake Laengen \| Norvège \| UAE Team Emirates \| + 1 min 54 s \| \| 7e \| Lachlan Morton \| Australie \| Dimension Data \| + 1 min 55 s \| \| 8e \| Tao Geoghegan Hart \| Royaume-Uni \| Team Sky \| + 2 min 12 s \| \| 9e \| Sam Oomen \| Pays-Bas \| Team Sunweb \| + 2 min 15 s \| \| 10e \| Haimar Zubeldia \| Espagne \| Trek-Segafredo \| + 3 min 14 s \| |                      |                  |                   |                  |
| |                      |                  |                   |                  |
| Source : ProCyclingStats |                      |                  |                   |                  |
| Classement général |                      |                  |                   |                  |
| Coureur | Coureur              | Pays             | Équipe            | Temps            |
| 1er | George Bennett       | Nouvelle-Zélande | LottoNL-Jumbo     | 22 h 54 min 38 s |
| 2e | Rafał Majka          | Pologne          | Bora-Hansgrohe    | + 35 s           |
| 3e | Andrew Talansky      | États-Unis       | Cannondale-Drapac | + 36 s           |
| 4e | Brent Bookwalter     | États-Unis       | BMC Racing Team   | + 45 s           |
| 5e | Ian Boswell          | États-Unis       | Team Sky          | + 1 min 00 s     |
| 6e | Vegard Stake Laengen | Norvège          | UAE Team Emirates | + 1 min 54 s     |
| 7e | Lachlan Morton       | Australie        | Dimension Data    | + 1 min 55 s     |
| 8e | Tao Geoghegan Hart   | Royaume-Uni      | Team Sky          | + 2 min 12 s     |
| 9e | Sam Oomen            | Pays-Bas         | Team Sunweb       | + 2 min 15 s     |
| 10e | Haimar Zubeldia      | Espagne          | Trek-Segafredo    | + 3 min 14 s     |

## Évolution des classements
| Étape              | Vainqueur          | Classement général | Classement des sprints | Classement de la montagne | Classement du meilleur jeune | Classement par équipes | Coureur le plus combatif |
| ------------------ | ------------------ | ------------------ | ---------------------- | ------------------------- | ---------------------------- | ---------------------- | ------------------------ |
| 1                  | Marcel Kittel      | Marcel Kittel      | Marcel Kittel          | non attribué              | Floris Gerts                 | Katusha-Alpecin        | Ben Wolfe                |
| 2                  | Rafał Majka        | Rafał Majka        | Rafał Majka            | Daniel Jaramillo          | Lachlan Morton               | Sky                    | George Bennett           |
| 3                  | Peter Sagan        | Rafał Majka        | Peter Sagan            | Daniel Jaramillo          | Lachlan Morton               | Sky                    | Ben Wolfe                |
| 4                  | Evan Huffman       | Rafał Majka        | Peter Sagan            | Daniel Jaramillo          | Lachlan Morton               | Sky                    | Evan Huffman             |
| 5                  | Andrew Talansky    | Rafał Majka        | Peter Sagan            | Daniel Jaramillo          | Lachlan Morton               | Sky                    | Rob Britton              |
| 6                  | Jonathan Dibben    | George Bennett     | Peter Sagan            | Daniel Jaramillo          | Tao Geoghegan Hart           | Sky                    | non attribué             |
| 7                  | Evan Huffman       | George Bennett     | Peter Sagan            | Daniel Jaramillo          | Lachlan Morton               | Sky                    | Evan Huffman             |
| Classements finals | Classements finals | George Bennett     | Peter Sagan            | Daniel Jaramillo          | Lachlan Morton               | Sky                    |                          |

## Liste des participants

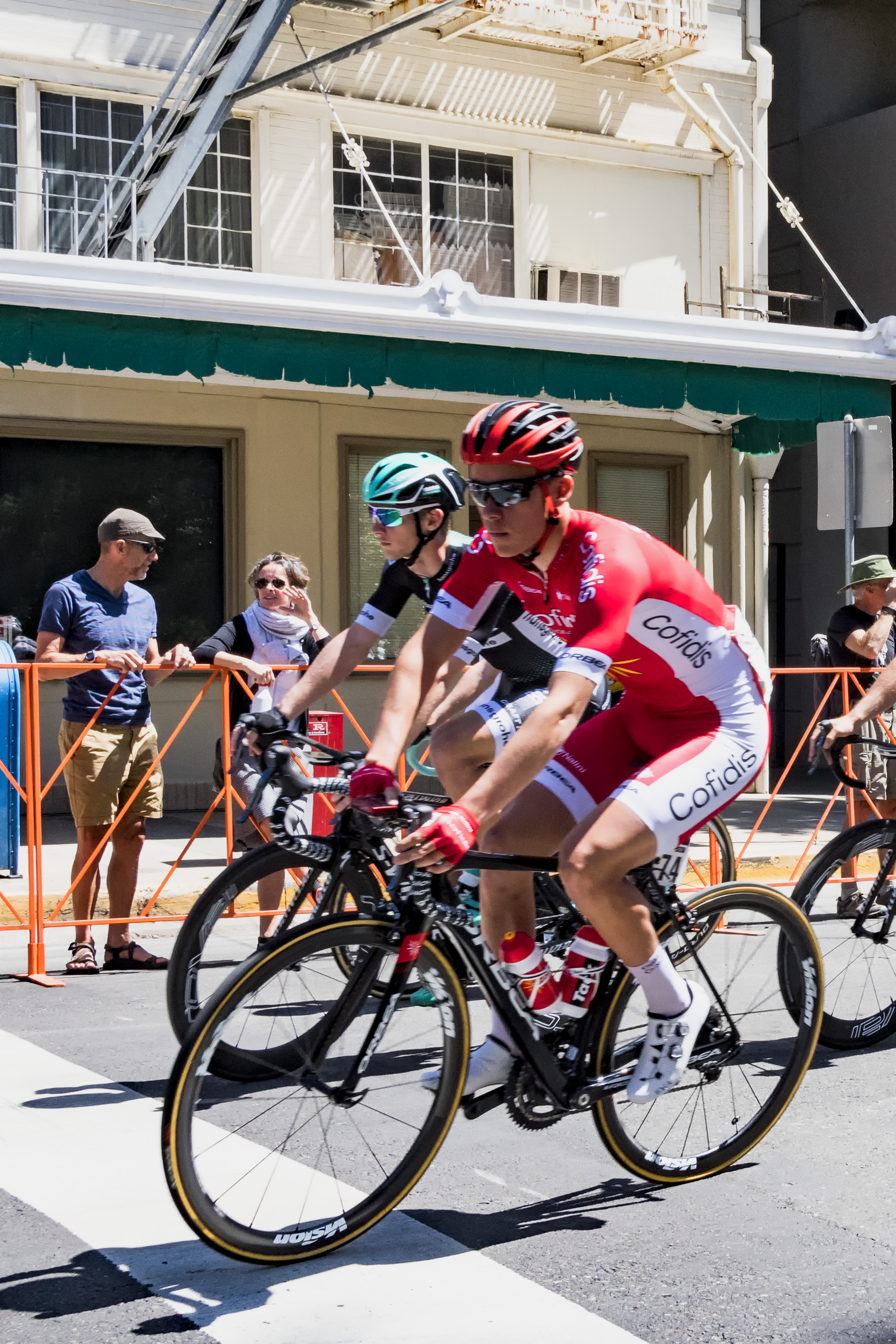
Mathias Le Turnier, participant au tour.

| Légende                             | Légende                                                                                                  | Légende                                | Légende                                                                                                  |
| ----------------------------------- | --- | -------------------------------------- | --- |
| Num                                 | Dossard de départ porté par le coureur sur ce Tour de Californie                                         | Pos                                    | Position finale au classement général                                                                    |
| Leader du classement général        | Indique le vainqueur du classement général                                                               | Leader du classement des sprints       | Indique le vainqueur du classement des sprints                                                           |
| Leader du classement de la montagne | Indique le vainqueur du classement de la montagne                                                        | Leader du classement du meilleur jeune | Indique le vainqueur du classement du meilleur jeune                                                     |
|                                     | Indique un maillot de champion national ou mondial, suivi de sa spécialité                               | #                                      | Indique la meilleure équipe                                                                              |
| NP                                  | Indique un coureur qui n'a pas pris le départ d'une étape, suivi du numéro de l'étape où il s'est retiré | AB                                     | Indique un coureur qui n'a pas terminé une étape, suivi du numéro de l'étape où il s'est retiré          |
| HD                                  | Indique un coureur qui a terminé une étape hors des délais, suivi du numéro de l'étape                   | *                                      | Indique un coureur en lice pour le classement du meilleur jeune (coureurs nés après le 1er janvier 1994) |

| Quick-Step Floors QST | Quick-Step Floors QST         | Quick-Step Floors QST |
| --------------------- | ----------------------------- | --------------------- |
| Num                   | Coureur                       | Pos                   |
| 1                     | Marcel Kittel (GER)           | 66e                   |
| 2                     | Jack Bauer (NZL) (Clm)        | 48e                   |
| 3                     | Enric Mas (ESP) *             | 14e                   |
| 4                     | Fabio Sabatini (ITA)          | 84e                   |
| 5                     | Maximilian Schachmann (GER) * | 15e                   |
| 6                     | Zdeněk Štybar (CZE)           | 76e                   |
| 7                     | Matteo Trentin (ITA)          | 44e                   |
| 8                     | Martin Velits (SVK)           | 120e                  |
| Directeur sportif : ? |                               |                       |

| BMC Racing BMC        | BMC Racing BMC                | BMC Racing BMC |
| --------------------- | ----------------------------- | -------------- |
| Num                   | Coureur                       | Pos            |
| 11                    | Brent Bookwalter (USA)        | 4e             |
| 12                    | Tom Bohli (SUI) *             | 57e            |
| 13                    | Jempy Drucker (LUX)           | 68e            |
| 14                    | Martin Elmiger (SUI)          | 75e            |
| 15                    | Floris Gerts (NED)            | 108e           |
| 16                    | Samuel Sánchez (ESP)          | 16e            |
| 17                    | Michael Schär (SUI)           | 20e            |
| 18                    | Miles Scotson (AUS) (Route) * | 87e            |
| Directeur sportif : ? |                               |                |

| Bora-Hansgrohe BOH    | Bora-Hansgrohe BOH        | Bora-Hansgrohe BOH |
| --------------------- | ------------------------- | ------------------ |
| Num                   | Coureur                   | Pos                |
| 21                    | Peter Sagan (SVK) (Route) | 39e                |
| 22                    | Erik Baška (SVK) *        | HD-5               |
| 23                    | Maciej Bodnar (POL)       | 72e                |
| 24                    | Michal Kolář (SVK)        | 102e               |
| 25                    | Rafał Majka (POL)         | 2e                 |
| 26                    | Jay McCarthy (AUS) *      | 37e                |
| 27                    | Paweł Poljański (POL)     | 24e                |
| 28                    | Juraj Sagan (SVK) (Route) | 112e               |
| Directeur sportif : ? |                           |                    |

| Cannondale-Drapac CDT | Cannondale-Drapac CDT      | Cannondale-Drapac CDT |
| --------------------- | -------------------------- | --------------------- |
| Num                   | Coureur                    | Pos                   |
| 31                    | Andrew Talansky (USA)      | 3e                    |
| 32                    | Alberto Bettiol (ITA) *    | 43e                   |
| 33                    | Nathan Brown (USA)         | 22e                   |
| 34                    | Brendan Canty (AUS)        | 40e                   |
| 35                    | Lawson Craddock (USA)      | 113e                  |
| 36                    | Taylor Phinney (USA) (Clm) | AB-7                  |
| 37                    | Toms Skujiņš (LAT)         | AB-2                  |
| 38                    | Wouter Wippert (NED)       | AB-7                  |
| Directeur sportif : ? |                            |                       |

| Katusha-Alpecin KAT   | Katusha-Alpecin KAT        | Katusha-Alpecin KAT |
| --------------------- | -------------------------- | ------------------- |
| Num                   | Coureur                    | Pos                 |
| 41                    | Alexander Kristoff (NOR)   | 62e                 |
| 42                    | Tiago Machado (POR)        | 23e                 |
| 43                    | Marco Mathis (GER) *       | 116e                |
| 44                    | Michael Mørkøv (DEN)       | 78e                 |
| 45                    | Nils Politt (GER) *        | 45e                 |
| 46                    | Jhonatan Restrepo (COL) *  | 30e                 |
| 47                    | Mads Würtz Schmidt (DEN) * | 105e                |
| 48                    | Rick Zabel (GER)           | 92e                 |
| Directeur sportif : ? |                            |                     |

| Trek-Segafredo TFS    | Trek-Segafredo TFS             | Trek-Segafredo TFS |
| --------------------- | ------------------------------ | ------------------ |
| Num                   | Coureur                        | Pos                |
| 51                    | John Degenkolb (GER)           | 67e                |
| 52                    | Marco Coledan (ITA)            | NP-1               |
| 53                    | Gregory Daniel (USA) (Route) * | 106e               |
| 54                    | Koen de Kort (NED)             | 69e                |
| 55                    | Ruben Guerreiro (POR) *        | 85e                |
| 56                    | Markel Irizar (ESP)            | 93e                |
| 57                    | Kiel Reijnen (USA)             | 81e                |
| 58                    | Haimar Zubeldia (ESP)          | 10e                |
| Directeur sportif : ? |                                |                    |

| Lotto NL-Jumbo TLJ    | Lotto NL-Jumbo TLJ      | Lotto NL-Jumbo TLJ |
| --------------------- | ----------------------- | ------------------ |
| Num                   | Coureur                 | Pos                |
| 61                    | Robert Gesink (NED)     | 13e                |
| 62                    | George Bennett (NZL)    | 1er                |
| 63                    | Koen Bouwman (NED)      | 83e                |
| 64                    | Floris De Tier (BEL)    | 35e                |
| 65                    | Bert-Jan Lindeman (NED) | 64e                |
| 66                    | Daan Olivier (NED)      | 36e                |
| 67                    | Antwan Tolhoek (NED) *  | 58e                |
| 68                    | Alexey Vermeulen (USA)  | 52e                |
| Directeur sportif : ? |                         |                    |

| Cofidis COF           | Cofidis COF                | Cofidis COF |
| --------------------- | -------------------------- | ----------- |
| Num                   | Coureur                    | Pos         |
| 71                    | Nicolas Edet (FRA)         | 12e         |
| 72                    | Yoann Bagot (FRA)          | 61e         |
| 73                    | Guillaume Bonnafond (FRA)  | 46e         |
| 74                    | Mathias Le Turnier (FRA) * | 38e         |
| 75                    | Luis Ángel Maté (ESP)      | 11e         |
| 76                    | Stéphane Rossetto (FRA)    | 27e         |
| 77                    | Geoffrey Soupe (FRA)       | 79e         |
| 78                    | Jonas Van Genechten (BEL)  | 104e        |
| Directeur sportif : ? |                            |             |

| Rally RLY             | Rally RLY            | Rally RLY |
| --------------------- | -------------------- | --------- |
| Num                   | Coureur              | Pos       |
| 81                    | Rob Britton (CAN)    | 26e       |
| 82                    | Matteo Dal-Cin (CAN) | 47e       |
| 83                    | Adam de Vos (CAN)    | 34e       |
| 84                    | Evan Huffman (USA)   | 42e       |
| 85                    | Colin Joyce (USA) *  | 95e       |
| 86                    | Sepp Kuss (USA) *    | 28e       |
| 87                    | Danny Pate (USA)     | 80e       |
| 88                    | Eric Young (USA)     | HD-2      |
| Directeur sportif : ? |                      |           |

| Sky # SKY             | Sky # SKY                  | Sky # SKY |
| --------------------- | -------------------------- | --------- |
| Num                   | Coureur                    | Pos       |
| 91                    | Elia Viviani (ITA)         | 74e       |
| 92                    | Ian Boswell (USA)          | 5e        |
| 93                    | Jonathan Dibben (GBR) *    | 50e       |
| 94                    | Owain Doull (GBR)          | 63e       |
| 95                    | Tao Geoghegan Hart (GBR) * | 8e        |
| 96                    | Peter Kennaugh (GBR)       | 33e       |
| 97                    | David López García (ESP)   | 18e       |
| 98                    | Danny van Poppel (NED)     | DSQ-5     |
| Directeur sportif : ? |                            |           |

| UAE Emirates UAD      | UAE Emirates UAD               | UAE Emirates UAD |
| --------------------- | ------------------------------ | ---------------- |
| Num                   | Coureur                        | Pos              |
| 101                   | Andrea Guardini (ITA)          | HD-5             |
| 102                   | Simone Consonni (ITA) *        | 59e              |
| 103                   | Kristijan Đurasek (CRO)        | 56e              |
| 104                   | Filippo Ganna (ITA) *          | 109e             |
| 105                   | Marko Kump (SLO)               | 107e             |
| 106                   | Vegard Stake Laengen (NOR)     | 6e               |
| 107                   | Yousif Mirza (UAE) (Route/Clm) | 111e             |
| 108                   | Federico Zurlo (ITA) *         | 101e             |
| Directeur sportif : ? |                                |                  |

| Sunweb SUN            | Sunweb SUN                   | Sunweb SUN |
| --------------------- | ---------------------------- | ---------- |
| Num                   | Coureur                      | Pos        |
| 111                   | Søren Kragh Andersen (DEN) * | AB-2       |
| 112                   | Roy Curvers (NED)            | 89e        |
| 113                   | Johannes Fröhlinger (GER)    | 103e       |
| 114                   | Chris Hamilton (AUS) *       | AB-3       |
| 115                   | Lennard Hofstede (NED) *     | 41e        |
| 116                   | Sam Oomen (NED) *            | 9e         |
| 117                   | Ramon Sinkeldam (NED)        | 60e        |
| 118                   | Mike Teunissen (NED)         | 53e        |
| Directeur sportif : ? |                              |            |

| Astana AST            | Astana AST                   | Astana AST |
| --------------------- | ---------------------------- | ---------- |
| Num                   | Coureur                      | Pos        |
| 121                   | Matti Breschel (DEN)         | 54e        |
| 122                   | Laurens De Vreese (BEL)      | 73e        |
| 123                   | Daniil Fominykh (KAZ)        | 110e       |
| 124                   | Arman Kamyshev (KAZ) (Route) | 114e       |
| 125                   | Truls Engen Korsæth (NOR)    | 88e        |
| 126                   | Riccardo Minali (ITA) *      | HD-5       |
| 127                   | Ruslan Tleubayev (KAZ)       | 96e        |
| 128                   | Artyom Zakharov (KAZ)        | 55e        |
| Directeur sportif : ? |                              |            |

| Dimension Data DDD    | Dimension Data DDD                    | Dimension Data DDD |
| --------------------- | ------------------------------------- | ------------------ |
| Num                   | Coureur                               | Pos                |
| 131                   | Benjamin King (USA)                   | 21e                |
| 132                   | Nicolas Dougall (RSA)                 | 51e                |
| 133                   | Bernhard Eisel (AUT)                  | 90e                |
| 134                   | Tyler Farrar (USA)                    | 121e               |
| 135                   | Reinardt J. v. Rensburg (RSA) (Route) | 49e                |
| 136                   | Lachlan Morton (AUS)                  | 7e                 |
| 137                   | Mark Renshaw (AUS)                    | AB-5               |
| 138                   | Scott Thwaites (GBR)                  | 31e                |
| Directeur sportif : ? |                                       |                    |

| UnitedHealthcare UHC  | UnitedHealthcare UHC    | UnitedHealthcare UHC |
| --------------------- | ----------------------- | -------------------- |
| Num                   | Coureur                 | Pos                  |
| 141                   | Gregory Henderson (NZL) | 25e                  |
| 142                   | Janier Acevedo (COL)    | 17e                  |
| 143                   | Jonathan Clarke (AUS)   | 100e                 |
| 144                   | Daniel Eaton (USA)      | 71e                  |
| 145                   | Daniel Jaramillo (COL)  | 65e                  |
| 146                   | Gavin Mannion (USA)     | 32e                  |
| 147                   | Travis McCabe (USA)     | 82e                  |
| 148                   | Tanner Putt (USA)       | 98e                  |
| Directeur sportif : ? |                         |                      |

| Novo Nordisk TNN      | Novo Nordisk TNN           | Novo Nordisk TNN |
| --------------------- | -------------------------- | ---------------- |
| Num                   | Coureur                    | Pos              |
| 151                   | Romain Gioux (FRA)         | 119e             |
| 152                   | Joonas Henttala (FIN)      | 94e              |
| 153                   | David Lozano (ESP)         | 99e              |
| 154                   | Javier Mejías (ESP)        | 29e              |
| 155                   | Andrea Peron (ITA)         | AB-5             |
| 156                   | Charles Planet (FRA)       | 86e              |
| 157                   | Martijn Verschoor (NED)    | AB-5             |
| 158                   | Christopher Williams (AUS) | 118e             |
| Directeur sportif : ? |                            |                  |

| Jelly Belly-Maxxis JBC | Jelly Belly-Maxxis JBC | Jelly Belly-Maxxis JBC |
| ---------------------- | ---------------------- | ---------------------- |
| Num                    | Coureur                | Pos                    |
| 161                    | Ulises Castillo (MEX)  | 115e                   |
| 162                    | Sean Bennett (USA) *   | 91e                    |
| 163                    | Joshua Berry (USA)     | 97e                    |
| 164                    | Jordan Cheyne (CAN)    | 70e                    |
| 165                    | Jacob Rathe (USA)      | 77e                    |
| 166                    | Taylor Shelden (USA)   | AB-2                   |
| 167                    | Serghei Tvetcov (ROU)  | 19e                    |
| 168                    | Benjamin Wolfe (USA)   | 117e                   |
| Directeur sportif : ?  |                        |                        |